# Rogas nigrovenosus
Rogas nigrovenosus är en stekelart som först beskrevs av Vojnovskaja-krieger 1935.  Rogas nigrovenosus ingår i släktet Rogas och familjen bracksteklar. Inga underarter finns listade i Catalogue of Life.